# Сімпсон (Канзас)
Сімпсон (англ. Simpson) — місто (англ. city) в США, в округах Мітчелл і Клауд штату Канзас. Населення — 82 особи (2020).

## Географія
Сімпсон розташований за координатами 39°23′10″ пн. ш. 97°56′2″ зх. д. / 39.38611° пн. ш. 97.93389° зх. д. (39.386033, -97.934006).  За даними Бюро перепису населення США в 2010 році місто мало площу 0,66 км², уся площа — суходіл.

## Демографія
Згідно з переписом 2010 року, у місті мешкало 86 осіб у 36 домогосподарствах у складі 26 родин. Густота населення становила 131 особа/км².  Було 61 помешкання (93/км²).
Расовий склад населення:
| - 98,8 % — білих |

До двох чи більше рас належало 1,2 %. Частка іспаномовних становила 0,0 % від усіх жителів.
За віковим діапазоном населення розподілялося таким чином: 20,9 % — особи молодші 18 років, 65,1 % — особи у віці 18—64 років, 14,0 % — особи у віці 65 років та старші. Медіана віку мешканця становила 45,5 року. На 100 осіб жіночої статі у місті припадало 109,8 чоловіків;  на 100 жінок у віці від 18 років та старших — 119,4 чоловіків також старших 18 років.
Середній дохід на одне домашнє господарство  становив 45 436 доларів США (медіана — 47 083), а середній дохід на одну сім'ю — 58 771 долар (медіана — 58 750). За межею бідності перебувало 8,5 % осіб, у тому числі 0,0 % дітей у віці до 18 років та 7,1 % осіб у віці 65 років та старших.
Цивільне працевлаштоване населення становило 34 особи. Основні галузі зайнятості: освіта, охорона здоров'я та соціальна допомога — 26,5 %, будівництво — 26,5 %, роздрібна торгівля — 23,5 %.